# 徳山璉
徳山 璉（とくやま たまき、1903年〈明治36年〉7月27日 - 1942年〈昭和17年〉1月28日）は、戦前から戦中に活躍した日本の声楽家（バリトン）・流行歌手・俳優。愛称は「徳さん」。

## 人物・来歴

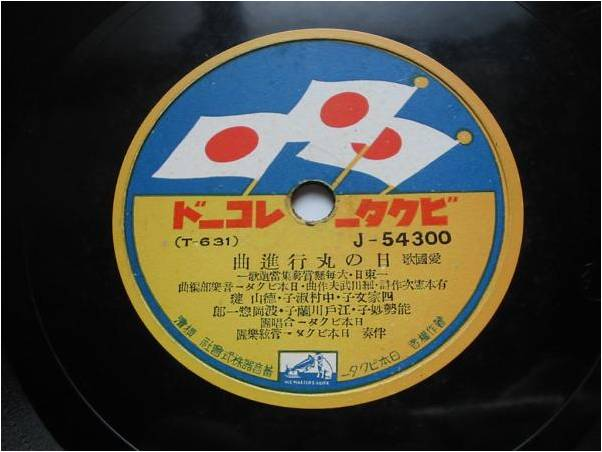
『日の丸行進曲』（1938年）

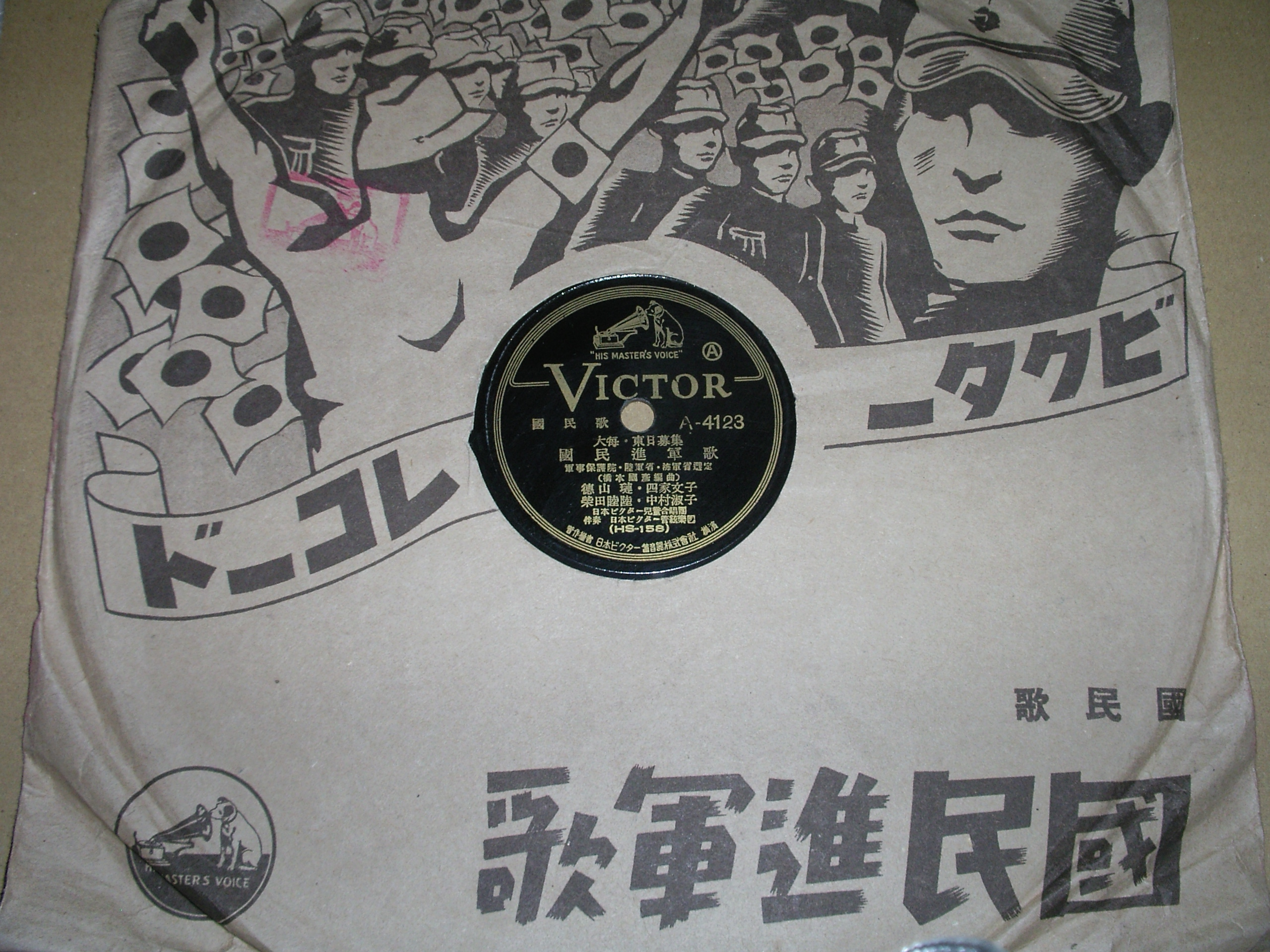
『国民進軍歌』（1940年）

1903年（明治36年）7月27日、神奈川県高座郡藤沢町（現在の同県藤沢市）の開業医の家に生まれた。
開校したばかりの逗子開成中学校（現在の逗子開成高等学校）を経て、1928年（昭和3年）、東京音楽学校声楽科（現在の東京芸術大学音楽学部声楽科）を卒業。武蔵野音楽学校（現在の武蔵野音楽大学）の教師になったが、流行歌手として日本で初めて大スターになった佐藤千夜子のピアノ伴奏をした縁で、1930年（昭和5年）、ビクターから『叩け太鼓』で流行歌手としてデビュー。翌年には『侍ニッポン』が大ヒットとなった。その後も『ルンペン節』や、四家文子と共演の『天国に結ぶ戀』など数多くのヒット曲に恵まれた。『隣組』、『歩くうた』など、国民歌謡からヒットした曲もある。
一方、声楽家としても活躍し、ジョルジュ・ビゼーのオペラ『カルメン』のエスカミーリョが当たり役であった。ベートーヴェンの『交響曲第9番』の演奏にも、バリトン・ソロとして何回か出演している。昭和10年代前半には古川ロッパ一座に入り、『ガラマサどん』、『東海道中膝栗毛』などの舞台に出演したり、「シネオペレッタ」と呼ばれた音楽映画にも出演するなど幅広く活躍した。器用な芸で声帯模写やアドリブに秀で、批評家から「この即席にやる座興的動作の器用さ、これが今日の彼の芸の基調を為している」、ロッパからも「徳山璉が出てくれなかったとしたら、僕は、いきなり丸の内で、成功したとは思えない。」と、関係者から高く評価された。
レコードとして残っているのはほとんどが流行歌だが、明るく軽やかなバリトンで、小節などの「邦楽的」な発声法は全く使われていない。音楽学校出身の歌手としては珍しく、コミック・ソングも得意とし『○○ぶし』『歌ふ弥次喜多』（古川ロッパと共演）など多数の傑作を遺している。
ルンペン（ホームレス）・療養所・盲学校などへの慰問活動にも熱心で、東京の盲学校で全盲の生徒に自慢の太鼓腹を触らせ、「お相撲になっていたら今頃は双葉山を負かしていたかもね」などと笑わせたという話も残っている。
人気絶頂のころの1942年（昭和17年）1月28日、敗血症のため死去。満州慰問の際に怪我をしたことが原因と言われている。満38歳没。友人の古川ロッパは舞台出演中に徳山の訃報を聞いて衝撃を受け、弔問であたりはばからず号泣した。墓所は常光寺（藤沢市）。

## 家族
1925年結婚し、藤沢町鵠沼に新居を構えた。私生活面では、外見の豪放磊落さとは反対の小心な性格で、勝ち気な妻（寿子・旧姓萩谷、1902年11月6日-1992年5月18日）に頭が上らず、かなりいじめられたが、友人たちにはさも楽しそうにそのことを話していたという。
妻・寿子は､戦後、JOAK(日本放送協会)のラジオ番組で活躍した。また、寿子の音楽教室の生徒だった坂本龍一が自叙伝の中で、寿子について、「1902年大阪府生まれ。母は女医。東京女子高等師範学校（現・お茶の水女子大学）に入学するが中退し、音楽学校に編入。コップなどを使った創作楽器の演奏で活躍し、「徳山寿子のキッチン楽団（坂本も参加）」はテレビ番組にも出演。高校の校歌の作曲や、童謡の編曲も手がけた。また、『モガ』の先駆けとしてもメディアに登場している。92年没。」（坂本龍一『音楽は自由にする』新潮社、2009年.p24）と注記している。
『モガ』の先駆けとしては、「徳山寿子（ひさこ）明治35年11月6日、大阪生れ。しつけの厳しい家庭に育つ。父親から「日本で一番難しい学校へ入れ」と教育を受け、御茶の水女子大学へ入学するが、好きな音楽のために女子音楽学校（現・国立音楽大学）へ転校する。その後、「サムライ日本」や「隣組」のヒットで知られる歌手の徳山璉と結婚。『モガ』（モダン・ガール）の先駆といわれ知られている」（『モダン化粧史　粧いの80年』ポーラ文化研究所、1986年.p72）と紹介されている。
国文学者の萩谷朴は寿子の弟。（萩谷朴『ボクの大東亜戦争-心暖かなスマトラの人達、一輜重兵の思い出-』河出書房新社、1992年.p.131）。

息子には、ジャズ・ピアニストの徳山陽がいる。

## おもなディスコグラフィ
- 『叩け太鼓』　1930年（昭和5年）
- 『侍ニッポン』 : 作詞西條八十、作曲松平信博　1931年（昭和6年）
- 『ルンペン節』 : 作詞柳水巴、作曲松平信博　1931年（昭和6年）
- 『天国に結ぶ戀』 : 四家文子とデュエット、作詞柳水巴、作曲林純平　1932年（昭和7年）
- 『満洲行進曲』 : 作詞大江素天、作曲堀内敬三　1932年（昭和7年）
- 『大大阪地下鉄行進曲』 : 小林千代子とデュエット、作詞平塚米次郎、作曲橋本国彦 1933年(昭和８年)
- 『隣組』 : 作詞岡本一平、作曲飯田信夫
- 『歩くうた』 : 作詞高村光太郎、作曲飯田信夫
- 『○○ぶし』 : 作詞上山雅輔、作曲高木静夫
- 『紀元は二千六百年』 : 作詞増田好生、作曲森義八郎
- 『撃滅の歌』 : 作詞西條八十、作曲堀内敬三
- 『日の丸行進曲』 : 合唱波岡惣一郎・四家文子・中村淑子・能勢妙子・江戸川蘭子、作詞有本憲次、作曲細川武夫
- 『大陸行進曲』 : 合唱久富吉晴・波岡惣一郎、作詞島越強、作曲中支派遣軍軍楽隊
- 『太平洋行進曲』 : 作詞横山正徳、作曲布施元
- 『さくら音頭』 : 作詞佐伯孝夫、作曲中山晋平
- 『空の勇士』 : 作詞大槻一郎、作曲蔵野今春
- 『国民進軍歌』 : 作詞下泰、作曲松田洋平
- 『大政翼賛の歌』 : 作詞山岡勝人、作曲鷹司平通
- 『愛国行進曲』 : 作詞森川幸雄、作曲瀬戸口藤吉
- 『愛馬進軍歌』 : 作詞久保井信夫、作曲新城正一
- 『瑞穂踊り』 - われらのうた
- 『南方の歌』 - われらのうた
- 『なんだ空襲』 - われらのうた

## フィルモグラフィ
すべて出演作である。
- 『百万人の合唱』 : 監督富岡敦雄、音楽飯田信夫、J.O.スタヂオ・ビクター・レコード提携製作、1935年
- 『かぐや姫』 : 監督田中喜次、演技監督青柳信雄、音楽宮城道雄、J.O.スタジオ / 東和商事映画部、1935年 - その息子細身
- 『歌ふ弥次喜多』 : 監督岡田敬・伏水修、音楽鈴木静一、P.C.L.映画製作所、1936年
- 『ハリキリ・ボーイ』 : 監督大谷俊夫、音楽鈴木静一、P.C.L.映画製作所 / 東宝映画、1937年
- 『ロッパのガラマサどん』 : 監督岡田敬、音楽谷口又士、東宝映画東京撮影所、1938年 - 熊野権次郎
- 『船出は楽し』 : 監督伏水修、音楽飯田信夫、東宝映画京都撮影所、1939年
- 『ロッパ歌の都へ行く』 : 監督小国英雄、音楽服部良一、東宝映画東京撮影所、1939年

## 主なオペラ出演
- 1932年2月28日　『カヴァレリア・ルスティカーナ』アルフィオ（日比谷公会堂）[2]
- 1934年12月17日　『ヘンゼルとグレーテル』父親（帝国ホテル演芸場、35年1月20日同所で再演）
- 1935年3月24日 - 26日　金曜会公演『カルメン』エスカミーリョ（軍人会館）[3]
- 1935年8月2日 - 16日　『カルメン』エスカミーリョ（有楽座）[4]